# Tofig Abbasov
Pour les articles homonymes, voir Abbasov.
Tofig Abbasov (en azéri : Tofiq Möhsün oğlu Abbasov, né le 24 décembre 1959 à Téhéran) est un journaliste, présentateur de télévision, chroniqueur politique pour AzTV, spécialisé en espace post-soviétique et Moyen-Orient .

## Biographie
Né en 1959 à Téhéran en Iran. En 1977, après avoir obtenu son diplôme d'études secondaires à Bakou, il entre à la Faculté de journalisme de l'Université d'État de Bakou. Après avoir obtenu son diplôme en 1982, Il a travaillé comme éditeur, commentateur, rédacteur en chef, directeur de studio.
En 1993-1994, il était attaché de presse du président de l'Azerbaïdjan.

## Distinctions
- Journaliste émérite d'Azerbaïdjan (2020[3])